# That’s the Way Love Goes
A That’s the Way Love Goes Janet Jackson amerikai pop- és R&B-énekesnő első kislemeze ötödik, janet. című albumáról. A Grammy-díjas dal a slágerlistákat és az eladási adatokat tekintve Amerikában az énekesnő legsikeresebb kislemeze.

## Háttere
A dal James Brown 1974-es R&B-slágeréből, a Papa Don’t Take No Messből használ fel egy részletet. Jackson eleinte nem kedvelte a dalt, ezért Jimmy Jam és Terry Lewis odaadták neki kazettán, mielőtt karácsonyozni indult, hogy hallgassa meg egy párszor. Mikor Janet visszatért, azt mondta: „Imádom ezt a dalt, amit szereztetek. Abszolút szuper.” Janet találta ki hozzá a címet, és a szöveg először szomorkás hangulatú lett volna; aztán Janet hajnali kettőkor felhívta Jimmy Jamet, hogy elmondja, másféle, érzékibb szöveget ír hozzá.
A producereknek küzdeniük kellett a lemezcéggel, hogy a That’s the Way Love Goes legyen az album első kislemeze. „Mindenki az Ifről beszélt, mint első kislemezről. Számomra azonban egy első kislemeznek azt kell közölnie: Üdv, ha tetszik ez a dal, hallgasd meg a többit. És úgy éreztük, a That’s the Way Love Goes jó betekintést nyújt az album hangulatába. Mivel listavezető lett, bebizonyosodott, hogy igazunk lett.”
Janet így emlékszik vissza rá: „Azt akarták, hogy a janet. című album úgy robbanjon be a zenei életbe, mint egy bomba. Én azonban a hátsó ajtón akartam besurranni, csendesen. Ez a dal egyszerűen beszippantja az embert. Ez egy olyan zene, amire lazítani lehet.”

## Fogadtatása
A That’s the Way Love Goes a Billboard Hot 100 tizennegyedik helyén nyitott, és két héttel később – egy nappal Jackson 27. születésnapja, 1993. május 16. előtt – ez lett az énekesnő hatodik listavezető dala a Billboard Hot 100-on, a tizenegyedik listavezető a Billboard Hot R&B/Hip-Hop Singles & Tracks slágerlistán, és a kilencedik listavezető a Billboard Hot Dance Club Play listán. Az Egyesült Államokban a kislemez platinalemez, Dél-Afrikában négyszeres platinalemez lett, világszerte pedig több mint 3,5 millió példány kelt el belőle.
Janet ezért a dalért kapta második Grammy-díját a legjobb R&B-dal kategóriájában, és a legjobb női énekes kategóriában is jelölték.
A dalt többen feldolgozták, köztük Norman Brown, az ’N Sync, Chantay Savage, Deborah Cox és a Brownstone.

## Videóklip és remixek
A videóklipet Jackson férje, René Elizondo rendezte. A klip egy kávézóban játszódik, ahol Janet a barátaival lazít. Nem akarja lejátszani nekik az új dalt, de egy barátnője, Tish kikapja a kezéből a kazettát és beteszi a hifibe. Ezután mindenki táncolni kezd a dalra. A klipben háttértáncosként szerepel az akkor még ismeretlen Jennifer Lopez és Lutricia McNeal.
A That’s the Way Love Goes klipjét három MTV Video Music Awardra jelölték: a legjobb, női előadó által készített klip, legjobb táncos klip és legjobb koreográfia kategóriában.
Mikor 2001-ben Jacksont választották az első MTV Iconnak, az ’N Sync újra felvette a videóklipet, és lejátszották Janet és a nézők előtt.

### Hivatalos remixek, változatok listája
1. That’s the Way Love Goes (CJ R&B 7" Mix)
2. That’s the Way Love Goes (CJ R&B 12" Mix)
3. That’s the Way Love Goes (CJ FXTC Club Mix 12")
4. That’s the Way Love Goes (CJ FXTC Dub)
5. That’s the Way Love Goes (CJ FXTC Instrumental)
6. That’s the Way Love Goes (Instrumental)
7. That’s the Way Love Goes (Macapella)
8. That’s the Way Love Goes (We Aimsta Win Mix) (5:36)
9. That’s the Way Love Goes (We Aimsta Win Mix #1) (5:42)
10. That’s the Way Love Goes (We Aimsta Win Mix #2) (5:14)
11. That’s the Way Love Goes (We Aimsta Win Instrumental) (5:42)

## Változatok[2]
| 7" kislemez, kazetta (Egyesült Királyság) CD kislemez (Hollandia) Mini CD (Japán) Kazetta (USA, Franciaország) 1. That’s the Way Love Goes 2. That’s the Way Love Goes (Instrumental) 12" maxi kislemez (USA) 1. That’s the Way Love Goes (CJ R&B 12" Mix) 2. That’s the Way Love Goes (LP version) 3. That’s the Way Love Goes (CJ FXTC Club Mix 12") 4. That’s the Way Love Goes (CJ FXTC Dub) 12" maxi kislemez (Egyesült Királyság) 1. That’s the Way Love Goes (CJ R&B 12" Mix) 2. That’s the Way Love Goes (LP version) 3. That’s the Way Love Goes (Macapella) 4. That’s the Way Love Goes (CJ FXTC Club Mix 12") 5. That’s the Way Love Goes (CJ FXTC Dub) 6. That’s the Way Love Goes (CJ FXTC Instrumental) | CD maxi kislemez (USA) 1. That’s the Way Love Goes (CJ R&B 7" Mix) 2. That’s the Way Love Goes (CJ R&B 12" Mix) 3. That’s the Way Love Goes (CJ FXTC Club Mix 12") 4. That’s the Way Love Goes (Macapella) 5. That’s the Way Love Goes (CJ FXTC Instrumental) 6. That’s the Way Love Goes (LP version) CD maxi kislemez (Hollandia) 1. That’s the Way Love Goes (LP version) 2. That’s the Way Love Goes (CJ R&B 7" Mix) 3. That’s the Way Love Goes (CJ R&B 12" Mix) 4. That’s the Way Love Goes (CJ FXTC Club Mix 12") 5. That’s the Way Love Goes (CJ FXTC Instrumental) 6. That’s the Way Love Goes (Macapella) CD maxi kislemez (Japán) 1. That’s the Way Love Goes (LP version) 2. That’s the Way Love Goes (CJ R&B 7" Mix) 3. That’s the Way Love Goes (CJ R&B 12" Mix) 4. That’s the Way Love Goes (CJ FXTC Club Mix 12") 5. That’s the Way Love Goes (Macapella) 6. That’s the Way Love Goes (CJ FXTC Instrumental) |

## Helyezések
| Slágerlista (1993)                               | Legmagasabb helyezés |
| ------------------------------------------------ | -------------------- |
| USA Billboard Hot 100                            | 1                    |
| USA Billboard Hot R&B/Hip-Hop Singles & Tracks   | 1                    |
| USA Billboard Hot Dance Music/Club Play          | 1                    |
| USA Billboard Hot Dance Music/Maxi-Singles Sales | 1                    |
| USA Billboard Adult Contemporary                 | 16                   |
| USA Billboard Rhythmic Top 40                    | 1                    |
| USA Billboard Top 40 Mainstream                  | 1                    |
| USA ARC Weekly Top 40                            | 1                    |
| Ausztrál kislemezlista                           | 1                    |
| Bajor kislemezlista                              | 6                    |
| Belga kislemezlista                              | 12                   |
| Brit kislemezlista                               | 2                    |
| Dél-afrikai kislemezlista                        | 1                    |
| Finn kislemezlista                               | 5                    |
| Holland kislemezlista                            | 5                    |
| Japán kislemezlista                              | 1                    |
| Kanadai kislemezlista                            | 1                    |
| Magyar kislemezlista                             | 1                    |
| Német kislemezlista                              | 9                    |
| Svájci kislemezlista                             | 11                   |
| Új-zélandi kislemezlista                         | 1                    |
| Zimbabwei kislemezlista                          | 2                    |

## Külső hivatkozások
- A That’s The Way Love Goes a slágerlistán
- Videóklip a YouTube-on